# Ziad Fazah
Ziad Youssef Fazah, em árabe زياد فصاح, (Monróvia, 10 de junho de 1954) é um poliglota e professor libanês, nascido na Libéria. Alega poder falar, ler e compreender 58 línguas, a maioria das quais teria aprendido antes dos vinte anos. Criado no Líbano, vive no Brasil desde os anos 70, e atua como professor particular de idiomas em Porto Alegre, cidade onde reside.
Tal competência linguística foi posta em dúvida num programa televisivo chileno Viva el Lunes, conduzido em espanhol, onde foi testado seu entendimento de frases básicas em diversas línguas. Na ocasião, falou em espanhol (com alguma interferência do português) e respondeu com sucesso perguntas em árabe egípcio e inglês, teve uma compreensão mínima de finlandês e persa e foi incapaz de responder corretamente perguntas em chinês mandarim, grego, russo e híndi. Seu nome não figura mais no livro dos recordes "Guinness". Ziad Fazah é considerado poliglota, porém não hiperpoliglota.